# Conistra postmarginata
Conistra postmarginata är en fjärilsart som beskrevs av Barend J. Lempke 1964. Conistra postmarginata ingår i släktet Conistra och familjen nattflyn. Inga underarter finns listade i Catalogue of Life.